# Cyclops subtropicus
Cyclops subtropicus – gatunek widłonoga z rodziny Cyclopidae, nazwa naukowa gatunku została po raz pierwszy opublikowana w 1937 roku przez szwedzkiego zoologa Knuta Lindberga.